# Heure normale du Pakistan

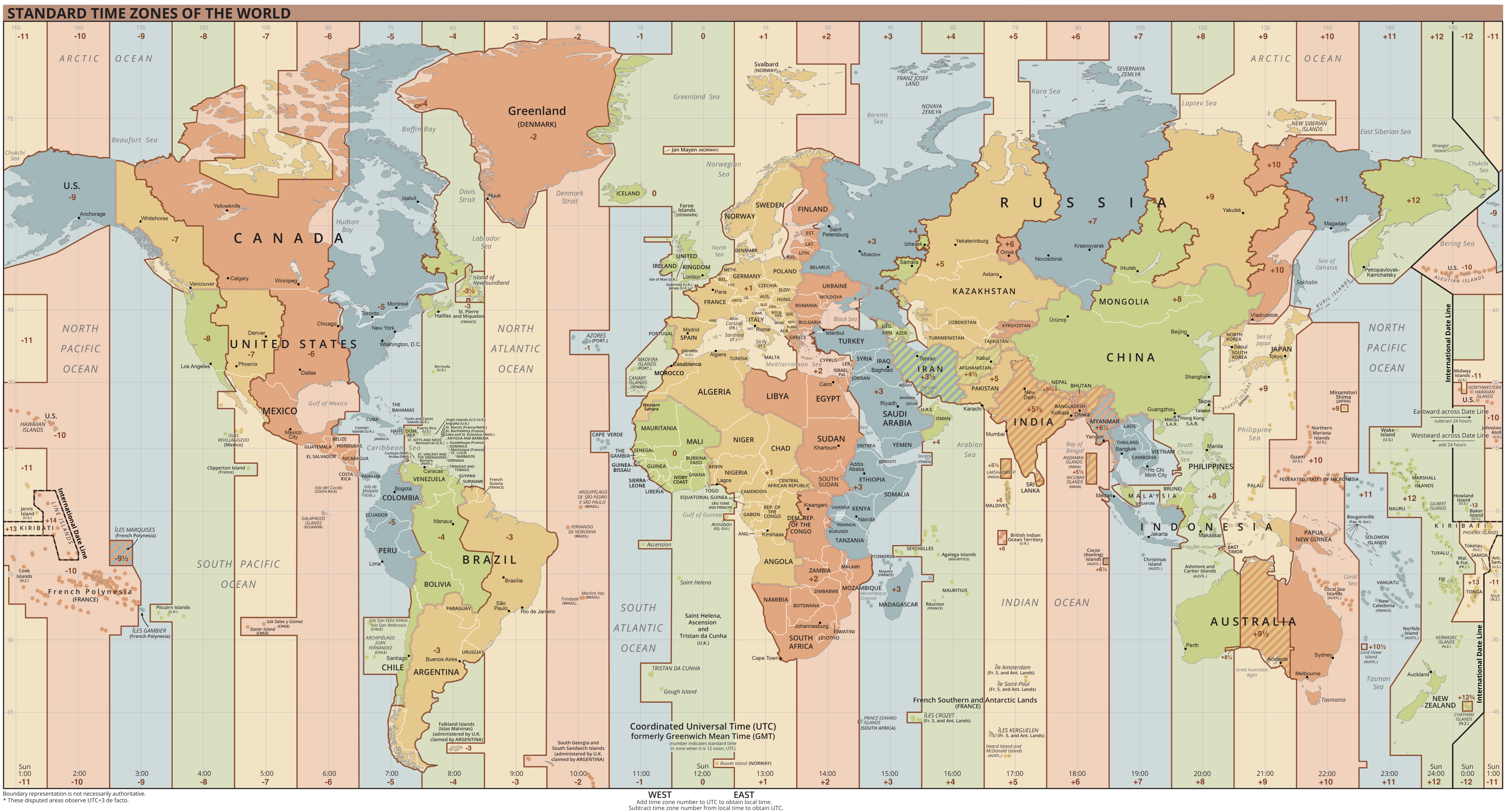
Fuseaux horaires du monde

L'heure normale du Pakistan (en anglais Pakistan Standard Time, PKT) est l'heure légale au Pakistan, en avance de 5 heures sur le temps universel coordonné (UTC+5). L'heure d'été n'est plus observée au Pakistan.

## Histoire
L'heure actuelle au Pakistan est en vigueur depuis entre la nuit du 30 avril et du 1er mai 1954, à minuit. Avant cette date, le Pakistan utilisait l'heure indienne (IST) qui elle-même a été mise en place le 1er janvier 1906. 

## Heure d'été au Pakistan
Le Pakistan a testé l'heure d'été un certain nombre de fois depuis 2002, passant de UTC+05:00 à UTC+06:00.
- - En 2002, l'heure d'été a été testé du premier dimanche d'avril, le 7 avril à 00:00 au premier dimanche d'octobre, le 6 octobre. Le gouvernement à décider de le faire afin de tirer parti de la lumière naturelle et d'économiser de l'énergie.

- - En 2008, l'heure d'été a commencé le 1er juin jusqu'au 31 octobre, incluant le mois sacré du Ramadan.
  - En 2009, l'heure d'été a été observé du 15 avril au 31 octobre[1].